# George R. Price
George Robert Price (ur. 6 października 1922, zm. 6 stycznia 1975) – amerykański genetyk populacyjny i teoretyk w dziedzinie ewolucji.
W oparciu o badania W.D. Hamiltona nad doborem krewniaczym (ang. kin selection) oraz prace Ronalda Fishera wyprowadził równanie Price'a. Wraz z Johnnem Maynardem Smithem wprowadził pojęcie ewolucyjnie stabilnej strategii (ang. evolutionarily stable strategy – ESS), opierającej się na teorii gier. Prócz tego, sformalizował podstawy fundamentalnej teorii naturalnego doboru Fishera.

## Życiorys
W wieku 4 lat stracił ojca, elektryka z zawodu. Wychowywała go matka, śpiewaczka operowa, która w czasach wielkiej depresji z trudem się utrzymywała. W 1943 roku Price uzyskał dyplom chemika Uniwersytetu Chicagowskiego i na podstawie wyników swoich badań otrzymał stopień doktora. Dołączył do projektu Manhattan.
W 1947 roku poślubił Julię Madigan, z którą miał dwie córki, Annamarię i Kathleen. Małżeństwo zakończyło się rozwodem w 1955 roku.
W okresie 1946–1948 uczył chemii na Uniwersytecie Harvarda. Współpracował też z Argonne National Laboratory. W latach 50. był adiunktem na wydziale medycyny Uniwersytetu Stanu Minnesota. W latach 1955–1956 zajmował się zawodowo dziennikarstwem naukowym i na łamach tygodnika Science krytykowal pseudonaukowe doniesienia dotyczące postrzegania pozazmysłowego. Rozpoczął pisanie książki pod tytułem No Easy Way (Nie ma łatwego wyjścia), w której zamierzał zaproponować rozwiązanie zimnej wojny. Książki nigdy nie dokończył, tłumacząc, że „świat zmieniał się szybciej niż mogłem o tym pisać”.
W latach 1961–1967 pracował dla IBM jako konsultant przetwarzania obrazu.
W 1966 roku wykryto u niego zaawansowanego raka tarczycy. W wyniku błędu podczas operacji usunięcia guza doznał paraliżu lewego ramienia. W 1967 r. przeniósł się do Londynu, gdzie zajmował się biologią teoretyczną w Galton Laboratory.
Miotany wewnętrznymi niepokojami, początkowo ateista, w 1970 r. nawrócił się na chrześcijaństwo. Zaczął obsesyjnie studiować Nowy Testament. Wierzył, że w jego życiu jest pewien zauważalny plan, że było zbyt wiele zbiegów okoliczności. Wynikiem jego badań nad Nowym Testamentem był esej The Twelve Days of Easter (Dwanaście Dni Wielkiej Nocy), w którym przedstawił wywód, że kalendarz wydarzeń związanych z męką Chrystusa był dłuższy niż się zwykle uważa. Stał się głosicielem kreacjonizmu, porzucił studia biblijne i w całości oddał się pracy charytatywnej. Rozdał swą całą własność ubogim, a następnie popełnił samobójstwo.

## Równanie Price’a
W Wielkiej Brytanii skontaktował się z Williamem Hamiltonem. Choć Hamilton nie pamiętał kiedy po raz pierwszy spotkał Price’a, wspominał, że Price był obeznany z pracami Hamiltona nad doborem krewniaczym. Pomimo braku formalnego wykształcenia w genetyce populacji i statystyce, Price wyprowadził równanie kowariacyjne, znane jako równanie Price’a, które opisywało dokładnie proces zmiany częstości alleli w populacji (proces ewolucji biologicznej). Używając tego równania, Price mógł wyprowadzić równania Hamiltona w sposób bardziej przejrzysty oraz zastosować je do rozwiązywania problemów nie tylko tradycyjnie rozumianego doboru naturalnego, ale również doboru genowego i dostosowania łącznego. Obecnie rozumiemy, że równanie Price’a opisuje ilościowo, dokładnie i zupełnie proces ewolucji biologicznej i jako takie stanowi prawdopodobnie największy wkład w rozwój teorii ewolucji od czasów Darwina. Wyraża się wzorem:
{\displaystyle W\Delta Z=\operatorname {cov} (w,z)+\operatorname {E} (w\Delta z),}
gdzie:
{\displaystyle W} – średnie dostosowanie,
{\displaystyle \Delta Z} – zmiana średniej wartości cechy w populacji,
{\displaystyle \operatorname {cov} ()} – kowariancja,
{\displaystyle w} – dostosowanie {\displaystyle i}-tego fenotypu,
{\displaystyle z} – wartość cechy {\displaystyle i}-tego fenotypu,
{\displaystyle \operatorname {E} ()} – wartość oczekiwana.
Człon kowariancyjny opisuje proces doboru, zaś człon wartości oczekiwanej opisuje procesy transmisyjne (np. mutacje).
Z równania można wyprowadzić w zasadzie każdą istotną tautologię, np. podstawiając {\displaystyle z=w} i {\displaystyle Z=W} otrzymujemy Podstawowe Twierdzenie Doboru Naturalnego.

## Publikacje
- Price, G.R. (1955). Science and the supernatural. Science 122:359-367. JSTOR.
- Price, G.R. (1956). Where is the definitive experiement? Science 123:17-18. JSTOR.
- Price, G.R. (1970). Selection and covariance. Nature 227:520-521.
- Price, G.R. (1971) Extension of the Hardy–Weinberg law to assortative mating. Annals of Human Genetics 23:344-347.
- Price, G.R., C.A.B. Smith (1972) Fisher’s Malthusian parameter and reproductive value.Annals of Human Genetics 3:1-7.
- Price, G.R. (1972a). Fisher’s fundamental theorem made clear. Annals of Human Genetics 36:129-140.
- Price, G.R. (1972b). Extension of covariance selection mathematics. Annals of Human Genetics 35:485-490.
- Maynard Smith, J. and G.R. Price. (1973). The logic of animal conflict. Nature 246:16-18.
- Price, G.R. (1995). The nature of selection Journal of Theoretical Biology 175:389-396 (written circa 1971).

## Literatura dodatkowa
- Oren Harman, Cena altruizmu. George Price i poszukiwanie źródeł moralności, tłum. Tomasz Lanczewski, Copernicus Center Press, Kraków 2017, ISBN 978-83-7886293-2.